# Michael Kurzwelly
Michael Kurzwelly (* 27. April 1963 in Darmstadt) ist ein deutscher Aktionskünstler.

## Leben
Kurzwelly wuchs in Bonn auf, studierte Malerei an der Alanus Hochschule in Alfter und ging 1990 nach Poznań in Polen, wo er das Internationale Kunstzentrum (Międzynarodowe Centrum Sztuki) gründete. Seit 1998 lebt er in Frankfurt (Oder), wo er u. a. von 2004 bis 2018 einen Lehrauftrag an der Europa-Universität Viadrina wahrnahm.
Internationale Beachtung fand er mit dem Projekt Słubfurt, das seit 1999 die an der deutsch-polnischen Grenze gelegenen Städte Frankfurt (Oder) und Słubice zu einer gemeinsamen Stadt nicht nur zusammendenkt („an der Grenze zweier Länder, die es nicht gibt“), sondern als andauerndes Experiment lebt. Die von ihm entwickelte Strategie, Räume neu zu interpretieren und in sie hinein zu intervenieren, nennt er Wirklichkeitskonstruktionen. Er betrachtet diese Kunstform als eine erweiterte Art angewandter Kunst, zu der für ihn sowohl die soziale Plastik als auch andere Formen der kreativen Partizipation von Einwohnern in gesellschaftlichen Prozessen gehören. 2010 wurde Słubfurt zur Hauptstadt von Nowa Amerika erklärt, einer Umdeutung der gesamten deutsch-polnischen Grenzregion zu einem gemeinsamen Raum, den es zu entwickeln gilt. Dahinter verbirgt sich auch ein bürgergesellschaftliches Netzwerk, das Kurzwelly mitgründete.
Ein weiteres Beispiel seiner Wirklichkeitskonstruktionen ist das Projekt weisse zone. Kurzwelly produzierte einen tatsächlich benutzbaren Wanderführer um die weisse zone, ein 145 km² großes Gebiet nördlich von Berlin, das er aus der Landkarte entfernte. Im nahegelegenen Dorf Zempow gründete er 2006 zusammen mit dem Verein UmLand e. V. das institut für weisse zone Forschung (iwf). Seit 2008 führt auch der Wanderweg Blühende Landschaften? um das Dorf Zempow und der Künstler brachte dazu einen weiteren Wanderführer heraus.
2010 realisierte er für die Neue Gesellschaft Bildende Kunst (NGBK) das Projekt Loch Netz, eine weitere Wirklichkeitskonstruktion.
Seit Dezember 2012 ist Kurzwelly Mitglied des Internationalen Künstlergremiums (IKG).

## Preise und Auszeichnungen
- 2009 erhielt Kurzwelly ein Arbeitsstipendium der Stiftung Kunstfonds Bonn.
- 2011 bekam sein Verein Słubfurt den Preis politische Bildung des Bundesausschusses Politische Bildung (bap) für das Projekt Kommunalwahlen in Słubfurt.[1]
- 2013 erhielt das Netzwerk Nowa Amerika den Förderpreis der Europa-Universität Viadrina für das Projekt Nowa Amerika.[2]
- 2018 erhielt Michael Kurzwelly den Kunstpreis der Stadt Bautzen.[3]
- 2019 wurde er durch den Bundespräsidenten mit dem Bundesverdienstkreuz am Bande für sein Engagement für ein Gelebtes Grundgesetz ausgezeichnet.[4]

## Dokumentarfilm
- 2016 erschien im SWR der 60-minütige Dokumentarfilm Nowa Amerika über Słubfurt und Nowa Amerika vom Regisseur Kristof Kannegießer.[5]